# Horšovský Týn
Horšovský Týn (pronunție în cehă [ˈhorʃofskiː ˈtiːn]; în germană Bischofteinitz) este un oraș și o comună din districtul Domažlice din regiunea Plzeň din Republica Cehă. Are aproximativ 5.100 de locuitori. Centrul istoric al orașului este bine conservat și este protejat prin lege ca monument cultural național.

## Unități administrative

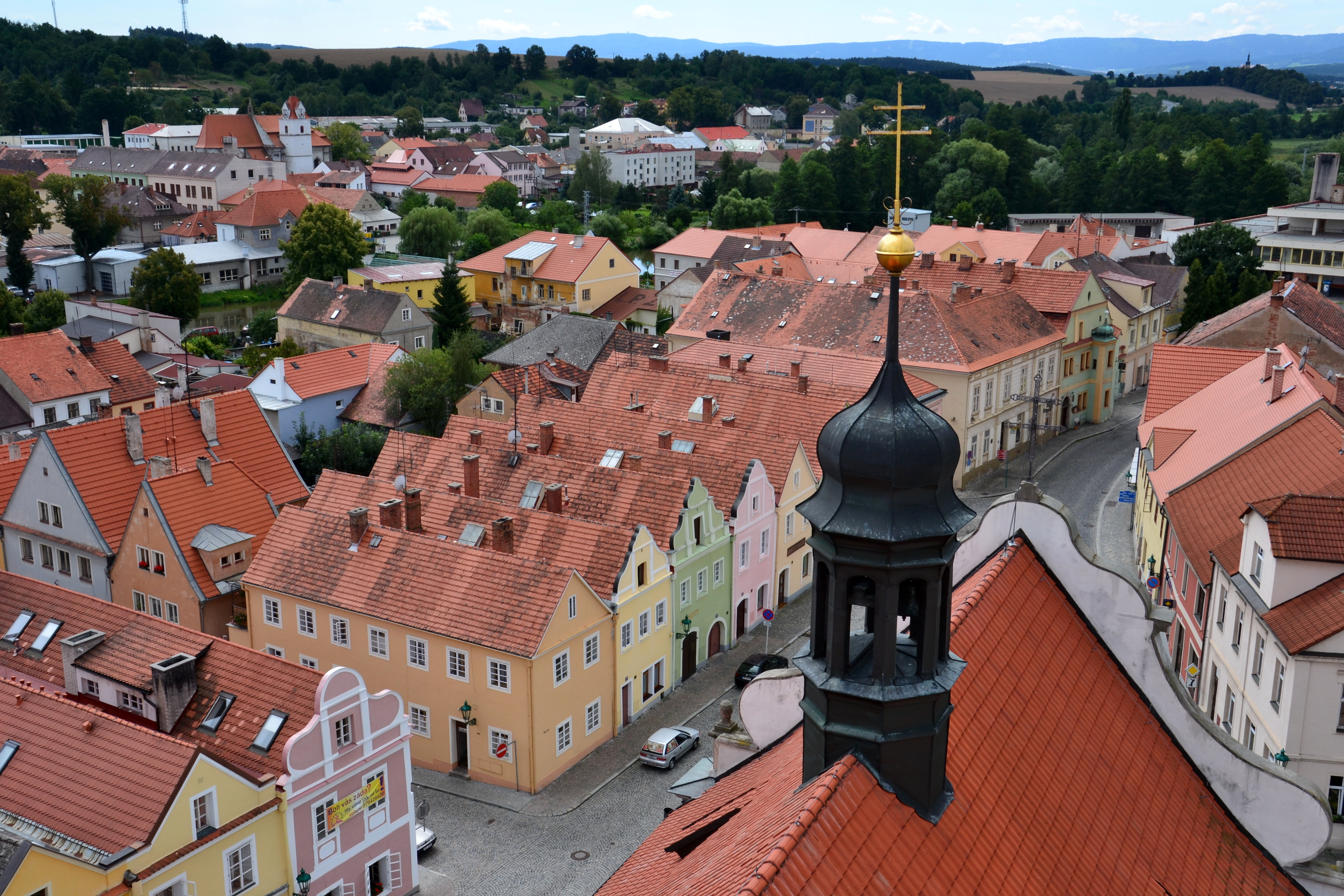
Partea de sud-vest a pieței orașului

Comuna este formată din părțile orașului și satele Město, Plzeňské Předměstí, Malé Předměstí, Velké Předměstí, Borovice, Dolní Metelsko, Hašov, Horní Metelsko, Horšov, Kocourov⁠(d), Nová Ves, Opložížva, Sevramoší, Podraší⁠(d), Podrášíčí, Podrášíčí, Podrášíčí, Podrášíčí, Podrášíčí, Podrášíčí, Podrášíčí, Podrášíčí, Podrášíčí, Podrášíčí, Podrášíčí, Podrášíčí, Podrášíčí, Podrášíčí, Podrášíčí, Podrášíčí, Svinná, Tasnovice, Valdorf⁠(d) și Věvrov⁠(d).

## Etimologie
Cuvântul ceh vechi týn este legat de englezescul „town”. Desemna un termen pentru o așezare fortificată. Așezarea era administrată din Horšov (azi o parte din Horšovský Týn), de unde și numele care înseamnă „Orașul Horšov”.

## Geografie
Horšovský Týn este situat la aproximativ la 9 kilometri (6 mi) nord de Domažlice și la 37 kilometri (23 mi) sud-vest de Plzeň. Se află la granița dintre înălțimile Plasy⁠(d) și poalele pădurii Palatinatului Superior. Cel mai înalt punct se găsește la 520 metri (1.710 ft) deasupra nivelului mării. Râul Radbuza curge prin Horšovský Týn.

## Istorie
Probabil că aici a existat în secolul al X-lea un sat de negustori pe o rută comercială de la Praga la Regensburg. În anul 973, zona a fost donată de către ducele Boleslau al II-lea episcopiei nou înființate de la Praga. Prima mențiune scrisă despre Horšovský Týn datează din anul 1184.
O așezare a fost înființată pe malul drept al râului Radbuza și administrată din apropiere, de la Horšov. La mijlocul secolului al XIII-lea, a devenit mai important decât Horšov, aici a fost construit un castel și a devenit reședința moșiei. Regele Carol al IV-lea, a promovat satul ca oraș și a permis să construiască ziduri de fortificație. Zidurile nu au fost finalizate în jurul întregului perimetru al orașului, așa că orașul a fost asediat și cucerit în timpul Războaielor Hușite între 1422 și 1431.
În 1542, Casa de Lobkowicz a cumpărat moșia Horšovský Týn. Datorită afacerilor familiei, moșia a devenit una dintre cele mai mari zece moșii din Boemia la începutul secolelor al XVI-lea și al XVII-lea. După incendiul din 1547, orașul a fost reconstruit în stil renascentist. Horšovský Týn a fost confiscat de la familia Lobkowicz după Revolta din Boemia din 1620 (în germană: Böhmischer Aufstand; în cehă: České stavovské povstání).
După Războiul de Treizeci de Ani, Horšovský Týn a ajuns sub stăpânirea conților de Trauttmansdorff⁠(d), în a căror stăpânire castelul a rămas până în 1945. În a doua jumătate a secolului al XVII-lea și în secolul al XVIII-lea, orașul a fost germanizat. Îmbunătățirea situației economice s-a reflectat în caracterul orașului. Clădirilor au primit un aspect baroc și rococo, care s-a păstrat în centrul istoric până în prezent.
În 1900 a fost construită o cale ferată spre oraș. La sfârșitul secolului al XIX-lea și mai ales după 1918, cehii au început să vină în district în număr mare. După sfârșitul Primului Război Mondial în 1918, orașul a devenit parte a Cehoslovaciei.
Din 1938 până în 1945, orașul și regiunea au fost anexate Germaniei naziste și administrate ca parte a Reichsgau Sudetenland. După al Doilea Război Mondial, a devenit din nou parte a Cehoslovaciei, iar populația vorbitoare de germană a fost expulzată.

## Transporturi
Drumul I/26 de la Plzeň până la granița ceho-germană trece prin Horšovský Týn.

## Obiective turistice

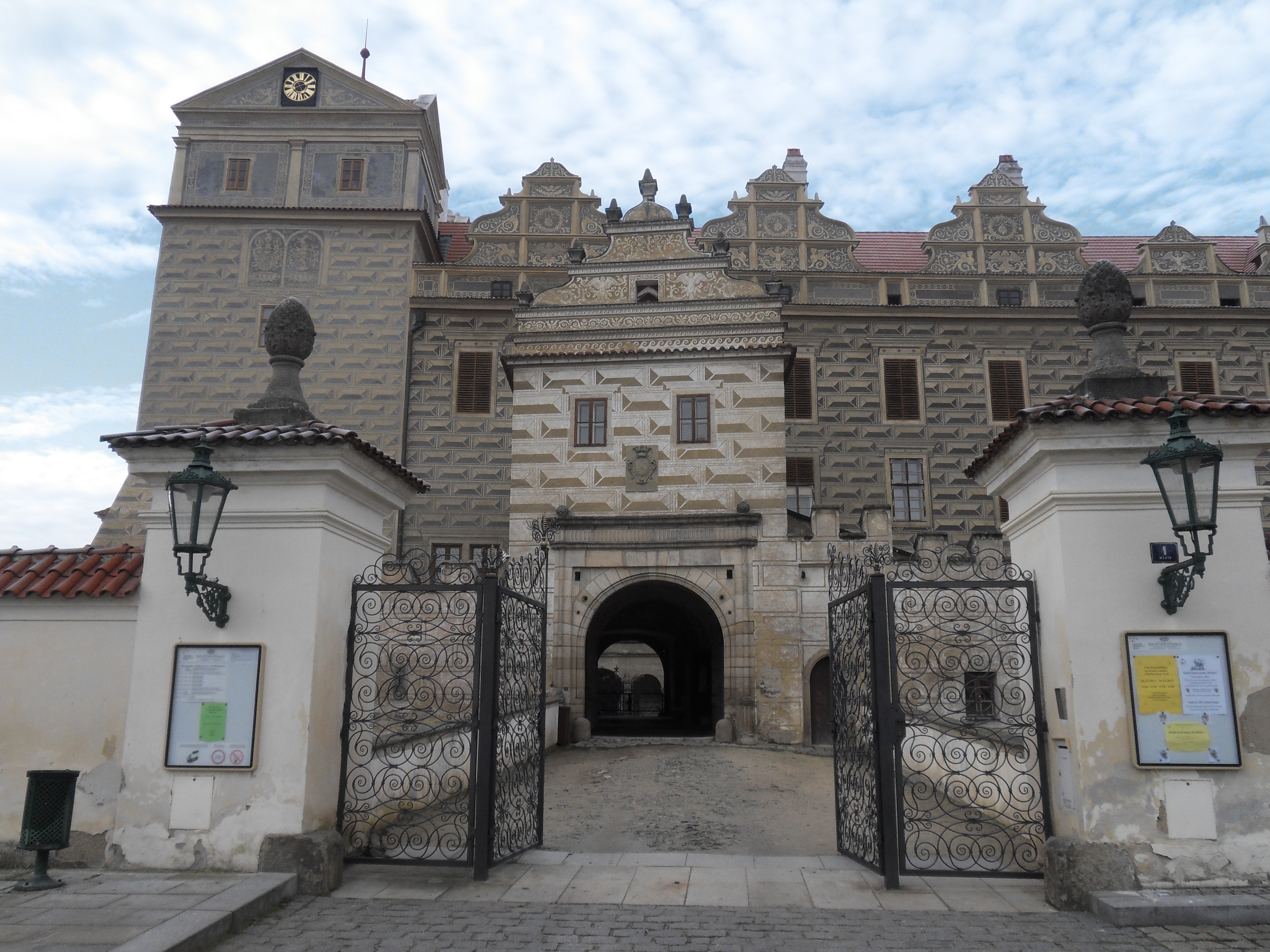
Castelul Horšovský Týn

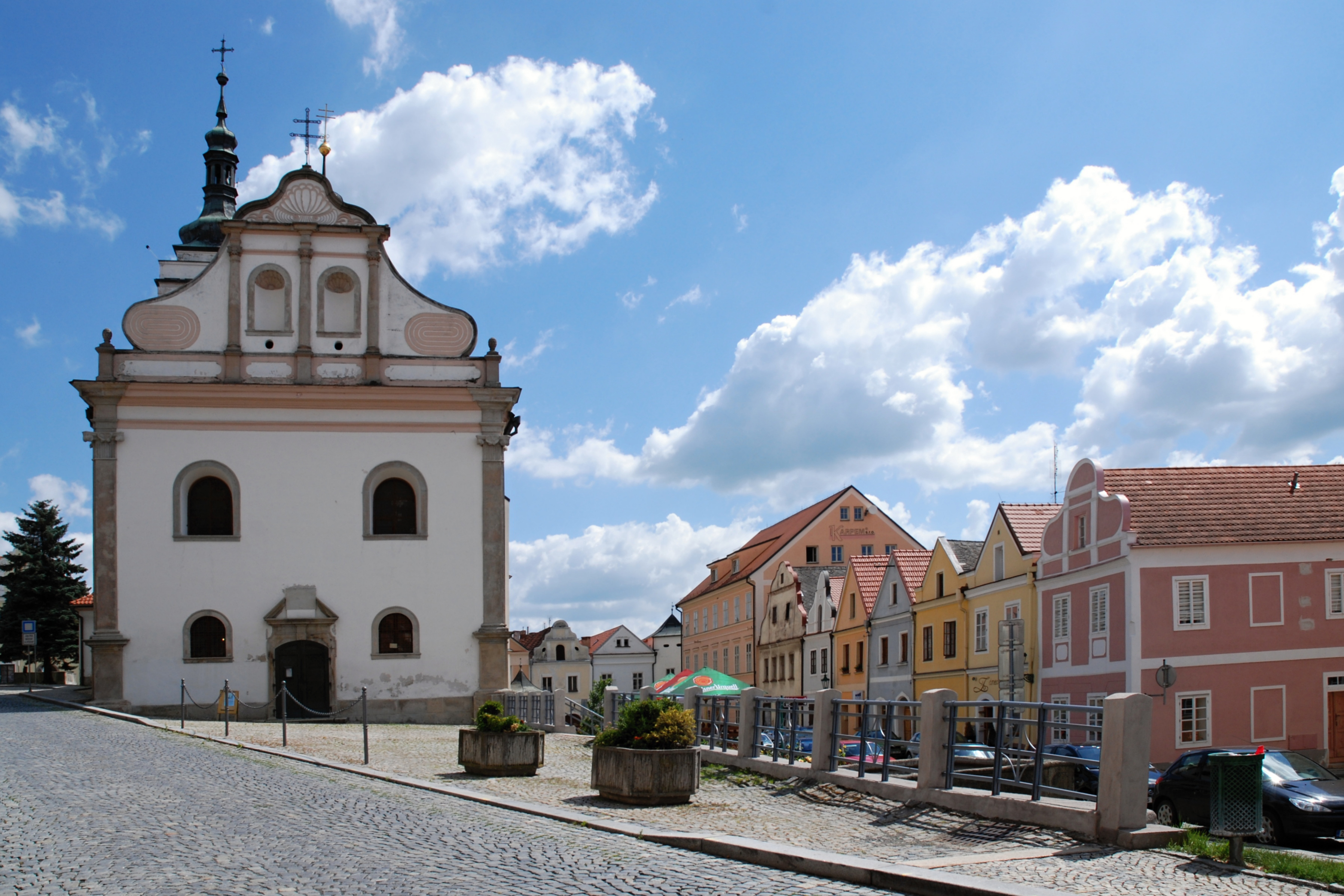
Biserica „Sfinții Petru și Pavel”

Principalul obiectiv turistic este Castelul Horšovský Týn. A fost inițial un castel gotic timpuriu. După ce a fost deteriorat de un incendiu în 1547, a fost reconstruit ca o reședință modernă renascentistă în 1550. Castelul este valoros pentru că nu a fost reconstruit după aceea. De asemenea, s-au păstrat o mare parte din castelul gotic original, portalurile palatului și unele camere.
Castelul include un parc mare de aproape 40 hectarei (99 acri). Grădinile renascentiste în stil italian din 1550 au fost reconstruite ca un parc englezesc în 1880. În 1905, a fost transformat într-un parc amenajat. Parcul conține un gloriet, o casă de vară și o capelă Loreto.
Biserica Tuturor Sfinților din Horšov este la fel de veche ca orașul și aparține celor mai valoroase clădiri sacrale din Boemia de Vest. Edificiul în stil romanic a fost reconstruită în stil gotic în 1360 și a păstrat un astfel de caracter până astăzi. Interiorul a fost remodelat în stil baroc în 1745.
Biserica „Sfinții Petru și Pavel” datează din secolul al XV-lea. La începutul secolului al XVIII-lea, a fost reconstruită și extinsă în stil baroc. Clopotnița înaltă de 38 metri (125 ft) a fost reconstruită în 1852 și astăzi este deschisă publicului ca turn de veghe.
Alte clădiri notabile din oraș sunt o fostă mănăstire Capucină și Biserica Gotică Sfântul Apolinar.

## Personalități
- Raphael Sobiehrd-Mnishovsky⁠(d) (1580–1644), avocat și scriitor
- Felix Kadlinský⁠(d) (1613–1675), scriitor și traducător
- Joseph Johann von Littrow (1781–1840), astronom austriac
- Josef Steinbach⁠(d) (1879–1937), halterofil austriac

## Orașe înfrățite
Horšovský Týn este înfrățită cu:
- Maarkedal, Belgia
- Nabburg, Germania

## Galerie

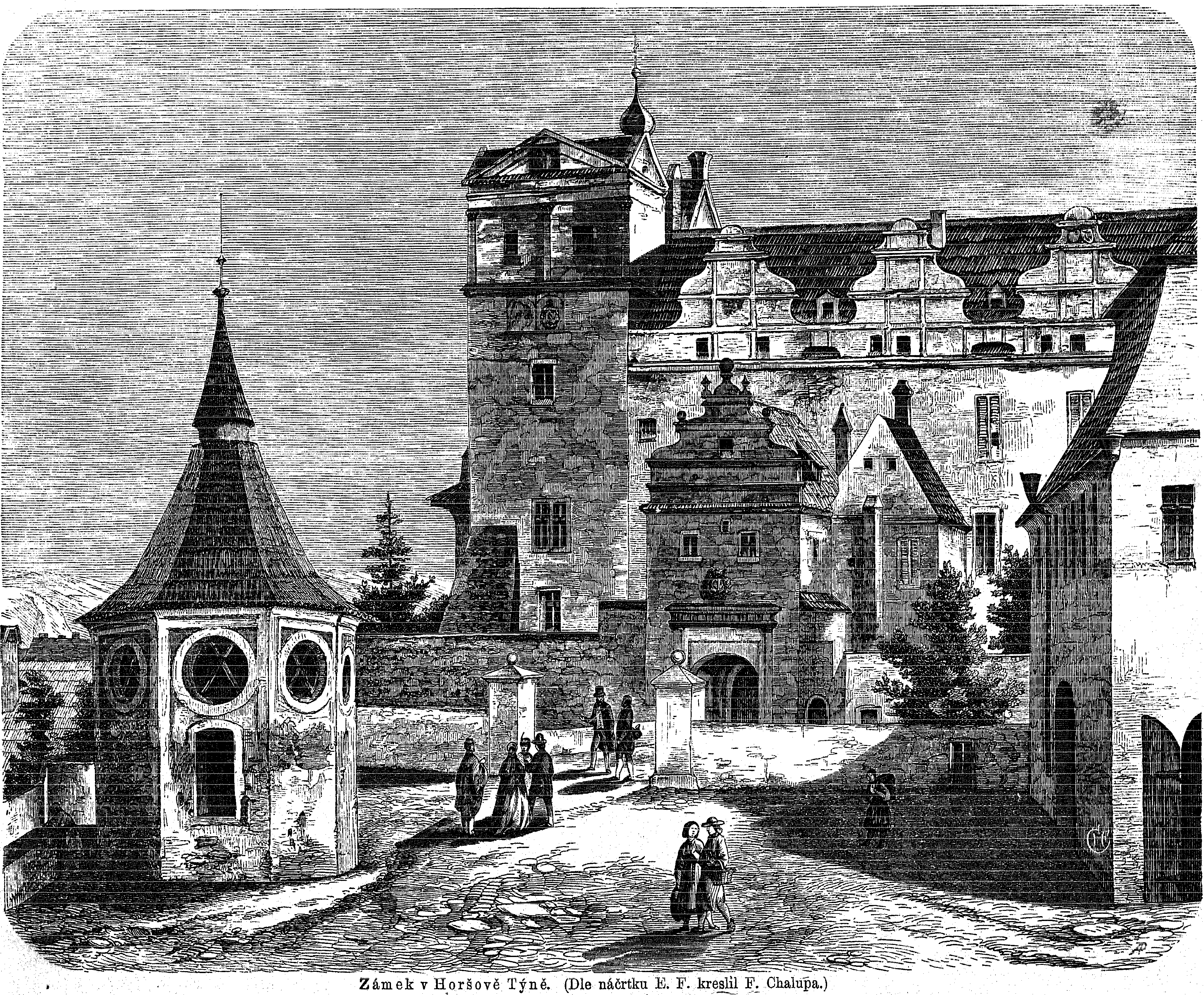
Castelul Horšovský Týn (1868)
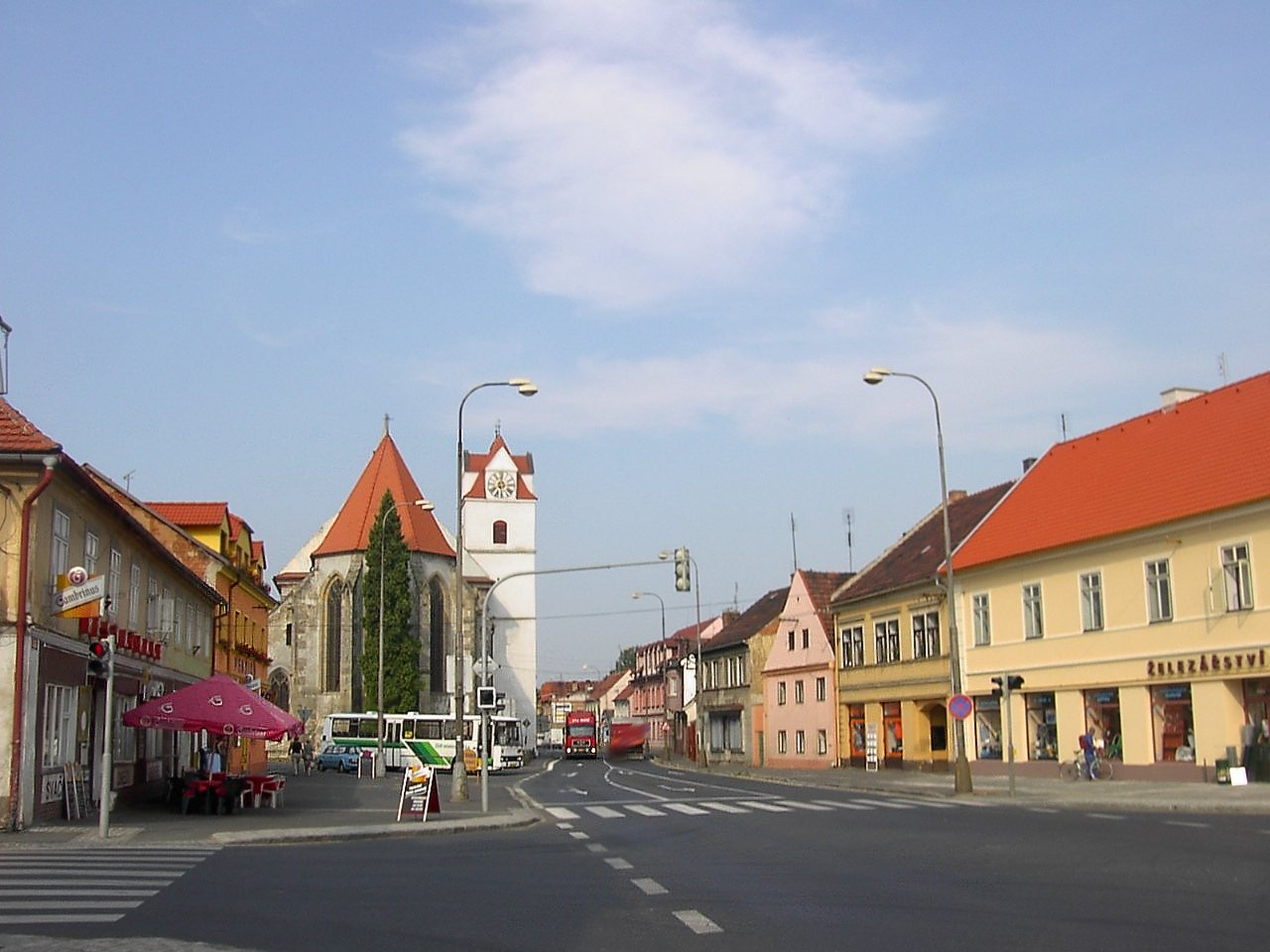
Biserica Sfântul Apolinar și drumul principal
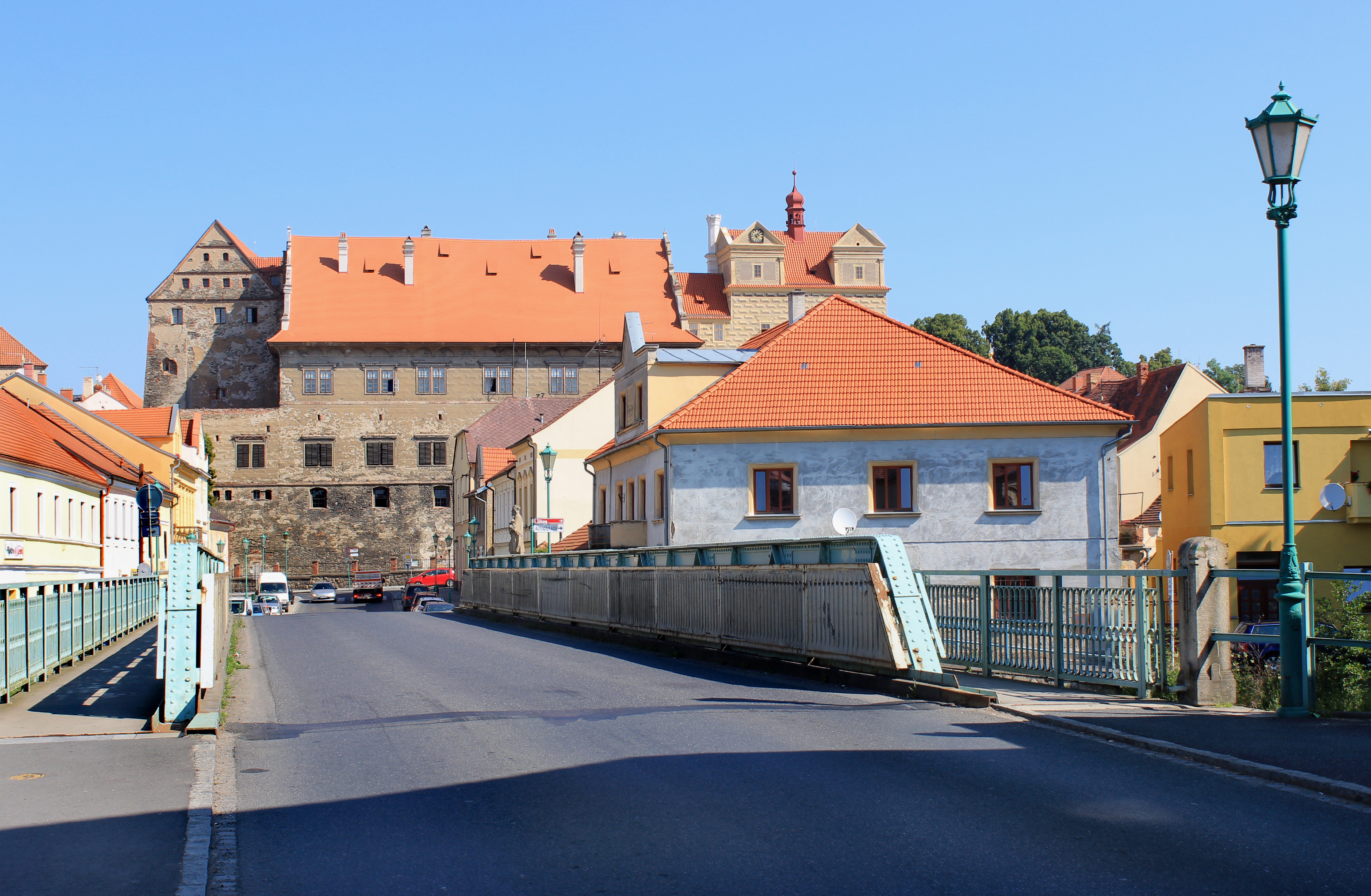
Pod peste râul Radbuza și Castelul Horšovský Týn
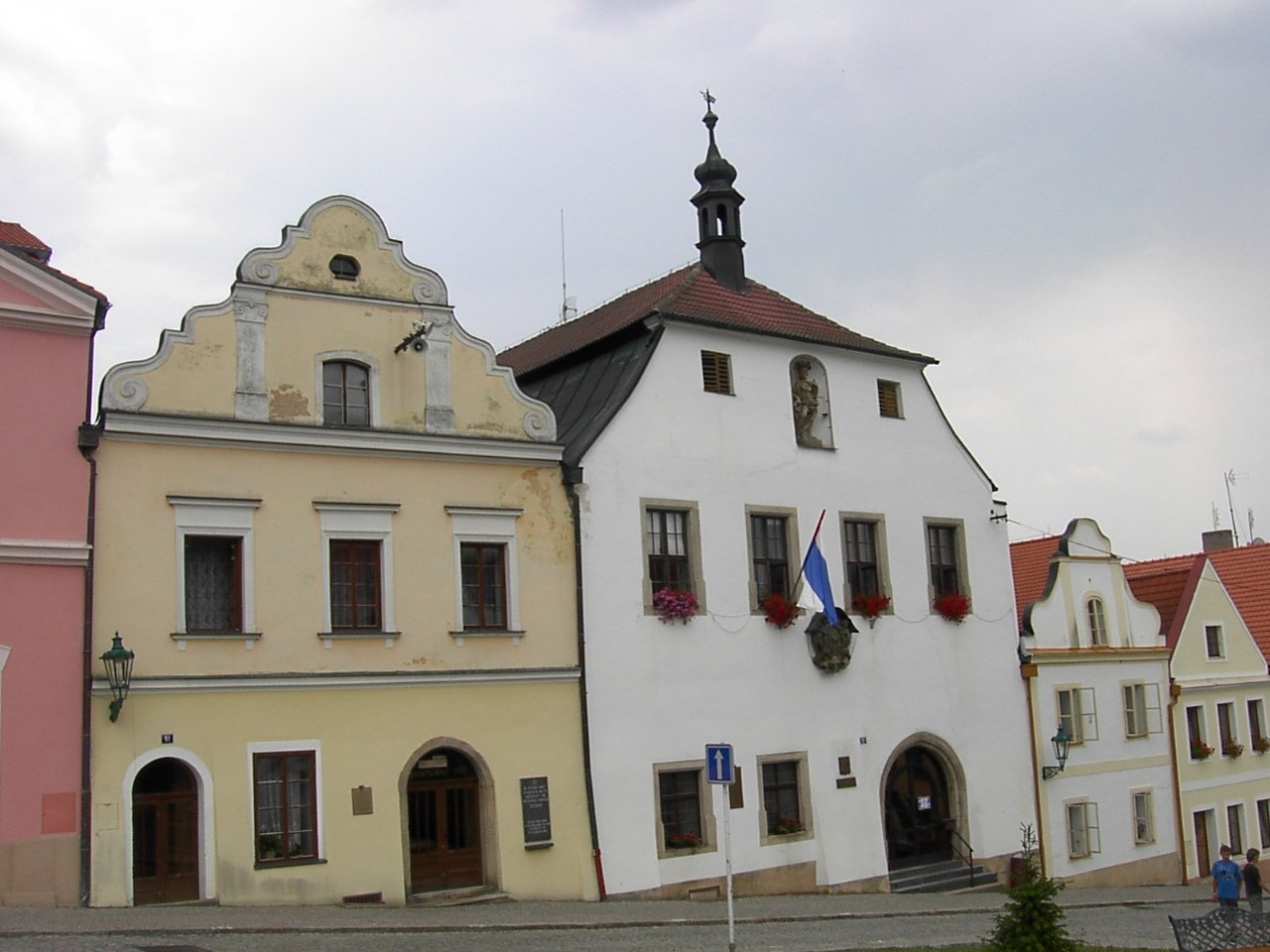
Primăria